# Trichosteleum chrysophyllum
Trichosteleum chrysophyllum är en bladmossart som beskrevs av Potier de la Varde 1931. Trichosteleum chrysophyllum ingår i släktet Trichosteleum och familjen Sematophyllaceae. Inga underarter finns listade i Catalogue of Life.